# 8329 Спекмен
8329 Спекмен (8329 Speckman) — астероїд головного поясу, відкритий 22 березня 1982 року.
Тіссеранів параметр щодо Юпітера — 3,187.